# Административно-территориальное деление Башкурдистана

Национальный флаг автономного Башкурдистана

Административно-территориальное деление Башкурдистана — система территориальных единиц в пределах границ Башкурдистана. Определено на III Всебашкирском учредительном курултае (съезде), который проходил в Оренбурге 8—20 декабря 1917 года. Съезд утвердил автономию Башкурдистана и рассмотрел её границы. Учредительный курултай принял решение утвердить автономию в границах «Малой Башкирии», а на её территории вместо уездов создать 9 кантонов, которые делились на 75 волостей. К началу 1919 года общее количество кантонов составило — 13.
Впоследствии после перехода 18 февраля 1919 года Башкирского правительства на сторону советской власти и подписания 20 марта 1919 года «Соглашения центральной советской власти с Башкирским правительством» было закреплено административно-территориальное деление Башкирской республики, состоящее из тех же 13 кантонов.

## Предыстория
Вспомнив старые формы войскового устройства башкир, мы разделили Башкортостан на кантоны. В свою очередь, кантоны были поделены на участки и созданы местные комитеты.

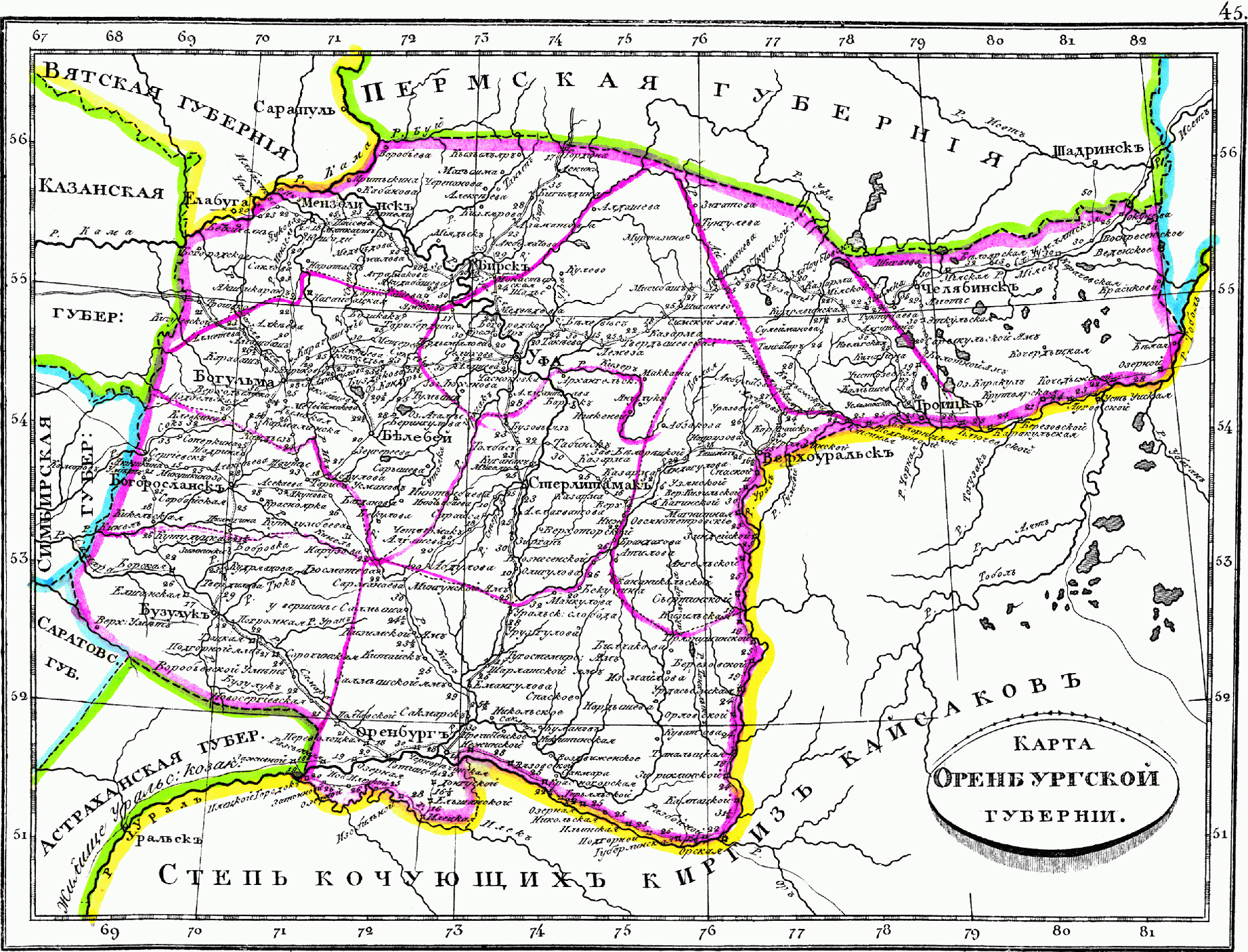
Оренбургская губерния 1835 года

Со времени разукрупнения Оренбургской губернии в 1865 году Башкортостан не имел единого административного управления и вплоть до Октябрьской революции входил в состав пяти губерний Приуралья: Уфимской, Оренбургской, Пермской, Вятской и Самарской. Основная часть территории Башкортостана входила в состав Уфимской (Белебеевский, Бирский, Златоустовский, Мензелинский, Стерлитамакский и Уфимский уезды) и Оренбургской губерний (Верхнеуральский, Оренбургский, Орский, Троицкий и Челябинский уезды); в Самарской, Вятской и Пермской губерниях башкиры заселяли приграничные районы и составляли не более 3 % населения. Административно-территориальное деление в дореволюционной России было единообразным для всей территории и в основном состояло из трёх крупных единиц: губерния, уезд, волость.
Такое административно-территориальное деление, принятое в Российской империи, сохранялось в Башкортостане до 1917 года, когда 15 ноября Башкирский центральный совет (шуро) принял постановление о провозглашении автономии Башкурдистана, в котором говорилось: «Башкирский областной совет объявляет башкирскую территории Оренбургской, Уфимской, Самарской и Пермской губерний с сего 15 ноября автономной частью Российской республики». Позже в газете «Правда» сообщалось, что Башкирский совет «приступил к осуществлению автономии в пределах территории Оренбургской губернии», при этом первоначально в состав автономии вошли 44 башкирские волости Оренбургской и 8 волостей Шадринского и Екатеринбургского уездов Пермской губернии. Которые, по фарману (декларации) № 2 «Всем башкирам Оренбургской губернии, Шадринского, Екатеринбургского уездов Пермской губернии и Башкирским окружным и районным советам от Башкирского центрального Совета», должны были быть разделены на восемь кантонов (в тексте — кантонства):
1. Аллабердинская, Имянкуловская, Таймасовская, Мурабталовская и Бурзяновская волости, а также Кипчаковская и Ново-Башкирская — временно;
2. Первая, Вторая Кара-Кипчяковская, Бурзянская, Бушмалунская и Зюмагузинская волости;
3. Салиховская, Первая, Вторая, Третья, Четвёртая, Пятая и Шестая Усюргановские и Усюрган-Хабибуллиновская волости;
4. Первая, Вторая Тангауровские, Первая, Вторая, Третья, Пятая Бурзяновские, Бурзян-Таналыковская и Карагай-Кипчаковская волости;
5. Тамьян-Тангауровская, Катаевская и Гусман-Галеевская волости;
6. Кубалак-Тилявская, Типтяр-Учалинская, Байсакаловская, Мулдаковская и Тангатаровская волости;
7. Ичкинская, Китаевская, Сарт-Калмыковская и Карасовская волости;
8. Сызгинская, Черлынская, Мухаметкуловская, Маталинская, Султаевская, Сарынская, Кулмаковская, Карапулская, Аминовская, Башкир-Тапчинская, Буринская, Баграк-Тамаковская и Туляковская волости[9].

В этих кантонах в ведение башкирских революционных организаций перешли: надзор за общественным спокойствием; земские, государственные, земельные и мирские сборы и расходование их; суд; управление земельными, лесными, водными и путейскими делами; милиция; народное просвещение и продовольствие. Волостные земства были подчинены кантонным управлениям и Башкирскому Областному совету. В состав кантонного управления входили гласные существующих уездных земств и представители районных башкирских советов.
Провозглашение автономии не противоречило принципу свободного самоопределения наций, закреплённого в «Декларации прав народов России» от 2 ноября 1917 года, но день её создания совпал с днём перехода власти в Оренбурге к атаману Дутову, когда в крае фактически началась гражданская война.

## Осуществление проекта автономного Башкурдистана
Первое пленарное заседание III-го Всебашкирского учредительного курултая (съезда), который проходил в Оренбурге 8—20 декабря 1917 года, рассмотрело границы автономного Башкурдистана и утвердило автономию. В процессе рассмотрения вопроса лидер башкирского национально-освободительного движения Ахмет-Заки Валидов подготовил три карты («Большая Башкирия», «Малая Башкирия», «Федерация свободных мусульманских областей Восточной России») и проект в двух вариантах.
Первый вариант («Малый проект») включал основную территорию, заселённую башкирами, Оренбургской и Уфимской губернии, а также частей Самарской и Пермской губернии. Второй вариант («Большой проект», также «Великая Башкирия») — территорию «Малой Башкирии», заселённую башкирами, Екатеринбургского, Шадринского, Красноуфимского и других уездов, которые помимо башкир были заселённы чувашами, татарами и другими народами.
Учредительный курултай принял решение утвердить автономию в границах восточной Башкирии («Малой Башкирии»), а на её территории вместо уездов создать 9 кантонов — Бурзян-Тангауровский, Джитировский, Барын-Табынский, Ичкин-Катайский, Кипчакский, Куваканский, Тамьян-Катайский, Ток-Чуранский, Усерганский, которые делились на 75 волостей.
| Первоначальный список кантонов и волостей автономного Башкурдистана | Первоначальный список кантонов и волостей автономного Башкурдистана | Первоначальный список кантонов и волостей автономного Башкурдистана |
| Название кантона                                                    | Волости | Всего                                                               |
| ------------------------------------------------------------------- | --- | ------------------------------------------------------------------- |
| Барынтабынский                                                      | Сызгинская, Чирлинская, Мухаметкулуевская, Метелевская, Султаевская, Саринская, Кульмяковская, Карабулакская, Иккульская, Мяколшская, Аминевская, Башкирскотеченская, Буринская, Тюляковская, Усть-Багарякская | 15                                                                  |
| Бурзян-Тангауровский                                                | 1—2 Тангауровские, 1—5 Бурзянские, Кананикольская, Карагай-Кипчакская, Преображенская | 10                                                                  |
| Джетировский                                                        | Аллабердинская, Имангуловская, Таймасовская, Мурапталовская, Бурзянская, Сеитовская, Куюргазинская, Разномойкинская                                                                                            | 8                                                                   |
| Ичкин-Катайский                                                     | Ичкинская, Катайская, Сарт-Калмыкская, Карасевская | 4                                                                   |
| Кипчакский                                                          | Бурзян-Кипчакская, Бушмансуун-Каракипчакская, Юмагужинская, Ташлинская, Каракипчакская | 5                                                                   |
| Куваканский                                                         | Тептяр-Учалинская, Тунгатаровская, Муллакаевская, Байсакаловская, Покровская, Елизаветинская, Миасская, Керабинская                                                                                            | 8                                                                   |
| Тамьян-Катайский                                                    | Тамьян-Тангауровская, Катайская, Усмангалинская, Кубеляк-Телевская, Белорецкая, Авзяно-Петровская, Узянская, Кагинская, Ломовская, Тирлянская                                                                  | 10                                                                  |
| Ток-Чуранский                                                       | Кипчакская, Ново-Башкирская, Юмран-Табынская, Сеитовская | 4                                                                   |
| Усерганский                                                         | 1—6 Усерганские, Ново-Покровская, Фёдоровская, Усергано-Хайбуллинская, Салиховская, Новониколаевская | 11                                                                  |
| Всего                                                               | Всего | 75                                                                  |

В связи с разделением территории Башкортостана на кантоны, на курултае было принято «Положение о кантональном управлении». Кантональное управление образовывалось кантональным съездом. Оно состояло из кантональной думы и кантональной управы. Первая кантональная дума до её избрания по особому избирательному закону состояла из уездных земских гласных данного кантона и из представителей районных башкирских советов — тубак-шуро — числом по одному представителю из каждого совета. Волостное и местное самоуправление сохранялось, а уездные земские учреждения подлежали упразднению.
Однако в январе 1918 года в Мензелинске состоялся уездный мусульманский съезд, на котором большинство делегатов высказалось за автономию Башкурдистана, но Уфимское Национальное собрание (Милли меджлис) отправило в Мензелинск телеграмму «о присоединении башкир к штату», что не соответствовало действительности. Данный политический шаг помог сторонникам Урало-Волжского штата набрать необходимое количество голосов в Мензелинском уезде. Позже для участия в работе II Всероссийского мусульманского военного съезда была направлена башкирская делегация под руководством Имакова Тагира Гильмановича, где башкирская фракция не смогла уговорить татарскую в поддержке автономии Башкурдистана, а сам съезд был позже разогнан Казанским Советом рабочих и солдатских депутатов. В итоге башкирское национальное движение выступало за самостоятельную автономию, а татарские деятели — за Татаро-Башкирскую республику, идея которой получила дальнейшее развитие в виде Татаро-Башкирской советской республики.
С 27 по 30 января 1918 года в селе Сарино был проведён съезд 16 волостей, на котором принято решение об образовании Аргаяшского кантона.
Включение территории Оренбургской губернии в состав автономного Башкурдистана не остались без внимания Оренбургской губернской земской управы, которая запросила у башкирского правительства основания для включения территорий губернии в состав автономии. В ответ отдел внутренних дел правительства выслал копию карты Башкурдистана, одобренную областным съездом 8—20 декабря 1917 года, «Временные до окончательного применения, меры по осуществлению автономного управления Башкурдистана» и доклад Ильдархана Ибрагимовича Мутина по земельной программе.
Для решения вопроса Оренбургская губернская земская управа созвала заседание Оренбургской архивной комиссии, которая поставила под сомнение включение следующих волостей в состав Башкурдистана, так как они не являются башкирскими:
1. Джитировский кантон — Кургазинская и Разномайкинская волости;
2. Кипчакский кантон — Бурзян-Кипчакская, Ташлинская и Каракипчакская волости;
3. Усерганский кантон — Ново-Покровская, Фёдоровская и Ново-Никольская волости;
4. Бурзян-Тангауровский кантон — Кананикольская и Преображенская волости;
5. Тамьян-Катайский кантон — Белорецкая, Авзяно-Петровская, Кагинская, Ломовская и Тирлянская волости;
6. Куваканский кантон — Покровская, Елизаветинская и Миасская волости;
7. Барынтабынский кантон — все волости[19].

## Проект Временного революционного Совета Башкортостана

«Проект автономии Башкортостана», разработанный Временным революционным Советом Башкортостана (ВРСБ)

Позднее, 16 февраля 1918 года, Мусульманский военно-революционный комитет (МВРК) принял постановление «об аресте лиц, состоявших во главе областного шуро, как участников контрреволюции», а уже 17 февраля 1918 года в Оренбурге члены Башкирского правительства были арестованы. В связи с этим, по инициативе молодёжной организации «Тулкын» в тот же день в Оренбурге был образован Временный революционный совет Башкортостана (ВРСБ). Хоть ВРСБ стоял на советской платформе, в вопросах автономии признавал связь с Башкирским областным шуро, то есть в основу положения «Об автономии Башкурдистана» легли решения III Всебашкирского учредительного курултая (съезда). Данное положение объявляло автономный Башкортостан федеративным штатом, входящим в состав России.
В проекте, представленном в Наркомнац, отмечалось, что ядром автономного Башкурдистана является восточная часть, в состав которой входит: южная часть Красноуфимского, юго-восточная часть Екатеринбургского, юго-западная часть Челябинского, западная часть Троицкого, западная часть Верхне-Уральского, северо-западная часть Орского и северная часть Оренбургского уездов, также было сказано о присоединении уездов с запада: южная часть Осинского, юго-западная часть Бирского, восточные части Мензелинского, Бугульминского, Бугурусланского, северо-восточная часть Стерлитамакского уездов. При этом Временный революционный Совет Башкортостана считал вопрос о границах автономии окончательно не исчерпанным.
Однако вопрос об автономии Башкортостана в правительстве РСФСР отдельно не рассматривался, так как Бахтигарей Агзамович Шафиев (заместитель председателя ВРСБ) к тому времени согласился с проектом создания Татаро-Башкирской Советской Республики, а решением Оренбургского губревкома от 30 марта 1918 года ВРСБ был распущен. Дальнейшее существование Башкортостана рассматривалось в составе Татаро-Башкирской Советской Республики. Члены башкирского революционного комитета не согласились с постановлением Оренбургского губревкома и переехали в город Стерлитамак для продолжения работы, но ВРСБ просуществовал там недолго и 3 мая 1918 года официально заявил о прекращении своей деятельности.
Тем временем ещё до разработки проекта Временного революционного Совета Башкортостана, в Бураево в начале марта началось восстание, целью которого являлось присоединение к автономному Башкурдистану. Для чего был создан Бураевский башкирский национальный совет (шуро), а сама территория волости и ещё семи рядом расположенных были объявлены «Бураевским кантоном». Но уже 27 марта выступление было подавлено, а так называемый Бураевский кантон ликвидирован.

## Дальнейшее осуществление проекта автономного Башкурдистана
4 апреля 1918 года отрядом атамана Дутова члены Башкирского правительства были освобождены из-под стражи, а в мае заключили соглашение с Сибирским правительством, по которому предусматривалось признание автономии Башкортостана. При оккупации белыми Башкурдистан формально считался автономией и состоял из 13 кантонов. Фактически, территория управлялась не только Башкирским, но и Сибирским правительством, Комучем и атаманом Дутовым, с помощью прежней системы уездных администраций, состоящей из русских чиновников.
| Список кантонов и волостей автономного Башкурдистана на сентябрь 1918 года | Список кантонов и волостей автономного Башкурдистана на сентябрь 1918 года | Список кантонов и волостей автономного Башкурдистана на сентябрь 1918 года | Список кантонов и волостей автономного Башкурдистана на сентябрь 1918 года |
| Название кантона                                                           | Волости | Адм. центр                                                                 | Всего                                                                      |
| -------------------------------------------------------------------------- | --- | -------------------------------------------------------------------------- | -------------------------------------------------------------------------- |
| Аргаяшский                                                                 | Сызгинская, Мавлютовская, Мухаметкуловская, Метелевская, Черлинская, Султаевская, Аминевская, Башкиро-Теченская, Кунашакская, Тюляковская, Буринская, Байбураскаровская, Усть-Багарякская, Кунакбаевская, Саринская, Карабольская, Макрушинская | с. Аргаяш                                                                  | 17                                                                         |
| Бурзян-Тангауровский                                                       | 1-я Бурзянская, 2-я Бурзянская, 3-я Бурзянская, Бурзян-Таналыковская, 4-я Бурзянская, Карагай-Кипчакская, Байназаровская, 1-я Тангауровская, 2-я Тангауровская                                                                                  | с. Баймак                                                                  | 9                                                                          |
| Джетировский                                                               | Имангуловская, Аллабердинская, Бурзянская, Мурапталовская, Таймасовская | с. Имангулово                                                              | 5                                                                          |
| Дуванский                                                                  | Насибашевская, Калмакуловская, 1-я Айлинская, 2-я Айлинская, Мурзаларская, Верхне-Кипчакская, Дуван-Мечетлинская, Ново-Байская, Ново-Белокатайская, Нижне-Кигинская, Яхинская, Ибраевская                                                       | с. Аркаулово                                                               | 12                                                                         |
| Кипчакский                                                                 | Бурзян-Кипчакская, 1-я Каракипчакская, 2-я Каракипчакская, Юмагузинская, Бушман-Суун-Каракипчакская | с. Мраково                                                                 | 5                                                                          |
| Кудейский                                                                  | Урман-Кудейская, Илекская, Булекей-Кудейская, Иглинская | с. Тавтиманово                                                             | 4                                                                          |
| Кущинский                                                                  | Белянкинская, Шакуровекая, Тляшевская, Больше-Окинская, Ново-Златоустовская, Сажинская, Ажегуловская, Манчарская, Ювинская, Больше-Кущинская | с. Большая Ока                                                             | 10                                                                         |
| Табынский                                                                  | Бишаул-Унгаровская, Биштакинская, Калчир-Табынская, Кси-Табынская, Бишкаиновская, Дуван-Табынская, Ново-Андреевская, Уршак-Минская, Гирей-Кипчакская                                                                                            | с. Зилим-Караново                                                          | 9                                                                          |
| Тамьян-Катайский                                                           | Тамьян-Тангауровская, Кубеляк-Телевская, Тептяро-Учалинская, Ахуновская, Катайская, Усмангалинская, Байсакаловская, Тунгатаровская, Мулдакаевская                                                                                               | г. Верхнеуральск                                                           | 9                                                                          |
| Ток-Чуранский                                                              | Кипчакская, Ново-Башкирская, Юмран-Табынская, Токская | д. Гумерово                                                                | 4                                                                          |
| Усерганский                                                                | Салиховская, 1-я Усерганская, 2-я Усерганская, 3-я Усерганская, 4-я Усерганская, 5-я Усерганская, 6-я Усерганская, Усерган-Хайбуллинская | с. Зиянчурино                                                              | 8                                                                          |
| Юрматынский                                                                | Карамышевская, Петровская, Макаровская, Ильчик-Тимировская, Азнаевская, Бушман-Кипчакская, Мелеузовская, Курагушевская, Четырманская, Калкашевская, Петровская, Татьяновская, Рязановская                                                       | с. Зирган                                                                  | 13                                                                         |
| Яланский                                                                   | Ичкинская, Катайская, Сарт-Калмыкская, Сарт-Абдрашитовская, Карасевская | с. Танрыкулово                                                             | 5                                                                          |
| Всего                                                                      | Всего | Всего                                                                      | 110                                                                        |

## Переход на сторону советской власти
§3. Слово кантон означает административное лишь деление, соответствующее существовавшим до сих пор в Башкирской Советской Республике уездам.
4 ноября 1918 года Временное Всероссийское правительство приняло постановление о прекращении существования Башкирского правительства, Комуча и других областных правительств. А затем и Омское правительство 21 ноября 1918 года издало распоряжение о ликвидации башкирского и казахского правительств, что вынудило Башкирское правительство принять решение о переходе на сторону советской власти. В результате чего 20 марта 1919 года было подписано Соглашение центральной Советской власти с Башкирским правительством о Советской Автономной Башкирии, по которому в состав Башкирской АССР вошли волости из Оренбургского, Орского, Верхнеуральского, Троицкого, Челябинского уездов Оренбургской губернии; Стерлитамакского, Уфимского и Златоустовского уездов Уфимской губернии; Шадринского, Екатеринбургского и Красноуфимского уездов Пермской губернии и Урман-Табынская волость Бузулукского уезда Самарской губернии, а столицей было временно определено местечко Темясово.
Следовательно, республика создавалась только в пределах восточной Башкирии, в то время как вопрос о западной оставался открытым. Более точные границы Башкирской АССР определялись параграфами 2, 3 и 4, где перечислялись волости, входившие в состав республики, и волости, временно оставленные за пределами впредь до опроса населения.